# Suore carmelitane del Sacro Cuore di Gesù
Le Suore Carmelitane del Sacro Cuore di Gesù (in spagnolo Hermanas Carmelitas del Sagrado Corazón de Jesús) sono un istituto religioso femminile di diritto pontificio: le suore di questa congregazione pospongono al loro nome la sigla H.C.S.C.J.

## Storia
La congregazione fu fondata da Asunción Soler Jimeno: suora della congregazione delle carmelitane di Orihuela, nel 1921 fu invitata da Manuel González García, vescovo di Malaga, a riformare la piccola congregazione delle carmelitane di San Giovanni di Dio, fondate nel 1882, alla quale nel 1919 erano stati uniti i beateri di Álora e Almogía.
Il 13 maggio 1934 la Soler Jimeno diede inizio a Malaga a una nuova congregazione, dedicata al Sacro Cuore di Gesù, nella quale confluirono le carmelitane di San Giovanni di Dio.
L'istituto, aggregato all'ordine carmelitano dal 7 giugno 1947, ottenne il pontificio decreto di lode il 2 febbraio 1955 e l'approvazione definitiva della Santa Sede il 16 giugno 1964.

## Attività e diffusione
Le suore si dedicano al servizio in seminari e residenze ecclesiastiche e nelle carceri, all'assistenza ai poveri e agli ammalati e all'educazione dell'infanzia.
Oltre che in Spagna, sono presenti a Cuba, nella Repubblica Dominicana, in Mozambico, in Portogallo e in Venezuela; la sede generalizia è a Madrid.
Alla fine del 2008 la congregazione contava 159 religiose in 30 case.